# Глан-Мюнхвайлер
Глан-Мюнхвайлер (нем. Glan-Münchweiler) — община в Германии, в земле Рейнланд-Пфальц. 
Входит в состав района Кузель. Подчиняется управлению Глан-Мюнхвайлер.  Население составляет 1222 человека (на 31 декабря 2010 года). Занимает площадь 5,99 км².